# MV European Seaway
 (juillet 2015).
Si vous disposez d'ouvrages ou d'articles de référence ou si vous connaissez des sites web de qualité traitant du thème abordé ici, merci de compléter l'article en donnant les références utiles à sa vérifiabilité et en les liant à la section « Notes et références ».

MV European Seaway est un navire de fret de la compagnie P&O Ferries de Douvres.

## Histoire
MV European Seaway a été le premier de quatre ferries de fret commandés par P & O European Ferries au début des années 1990 pour l'itinéraire Douvres - Zeebrugge.  
En 2000, il navigue alternativement sur l'itinéraire Douvres -  Zeebrugge et l'itinéraire Calais - Zeebrugge.  
En 2003, il effectue Douvres - Calais à plein temps après la fermeture des trajets vers Zeebrugge. En 2004 son service est arrêté et il est mis à quai jusqu'en 2005. 
En septembre 2011, il reste à nouveau à quai, pour finalement être remis en service en novembre 2011 après la suspension de SeaFrance.  
De fin avril à octobre 2012, il est affrété au Centrica Renewable Energy Limited comme navire d'hébergement pour les techniciens travaillant sur le parc éolien Lynn and Inner Dowsing. Ceci a nécessité l'ajout d'équipements de levage, d'échelles de bain et de portes d'accès dans la coque à l'extérieur du navire.  
Le ferry retourne ensuite sur la ligne Douvres - Calais jusqu'en avril 2013, où il est de nouveau mis à quai à Tilbury.  
L'European Seaway a servi de navire hôtel pour l' entreprise RWE, qui construit son parc éolien ONS (Nordsee Ost). 
L'European Seaway revient sur la route Douvres - Calais en août 2015, pour la haute saison. Sont prévus huit départs par jour. European Seaway vient compléter la flotte de cinq navires sur Douvres - Calais qui permet jusqu'à 50 traversées par jour.
En août 2019 l'European Seaways est en réparation navale à Damen Dunkerque.
Le 8 janvier 2020, il quitte définitivement le port de Calais.
Le 9 janvier 2021, il quitte à son tour le port de Douvres pour Falmouth, lieu de son futur désarmement afin de remonter la rivière Fal pour se mettre en attente de son avenir. Sur place il s'accoste au Pride of Burgundy qui lui aussi est en attente pour la même raison.
Le 21 décembre 2021, il est vendu à la compagnie Sea Lines avant d'être renommé le Sea Anatolia.
Le 11 janvier 2022, assisté du remorqueur Centaurus (IMO 9433755) , il quitte falmouth à destination de Tuzla, en Turquie.
Le 6 février 2022, il arrive au port de Yalova, près de Tuzla.
Le 23 février 2022, assisté du remorqueur Ocean Ergun (IMO 7222102), il quitte le port de Yalova pour celui de Tuzla, en Turquie ou il y arrive le jour même.

## Navires jumeaux
- MV Pride of Canterbury (Anciennement European Pathway)
- MV Pride of Kent (Anciennement European Highway)
- MV Pride of Burgundy

À sa construction, le navire était identique à l'European Highway et au European Pathway. 
Le quatrième ferry European Class a été transformé en un navire polyvalent pour la liaison Douvres-Calais et nommé MV Pride of Burgundy, même s'il conserve encore un certain nombre de similitudes. 

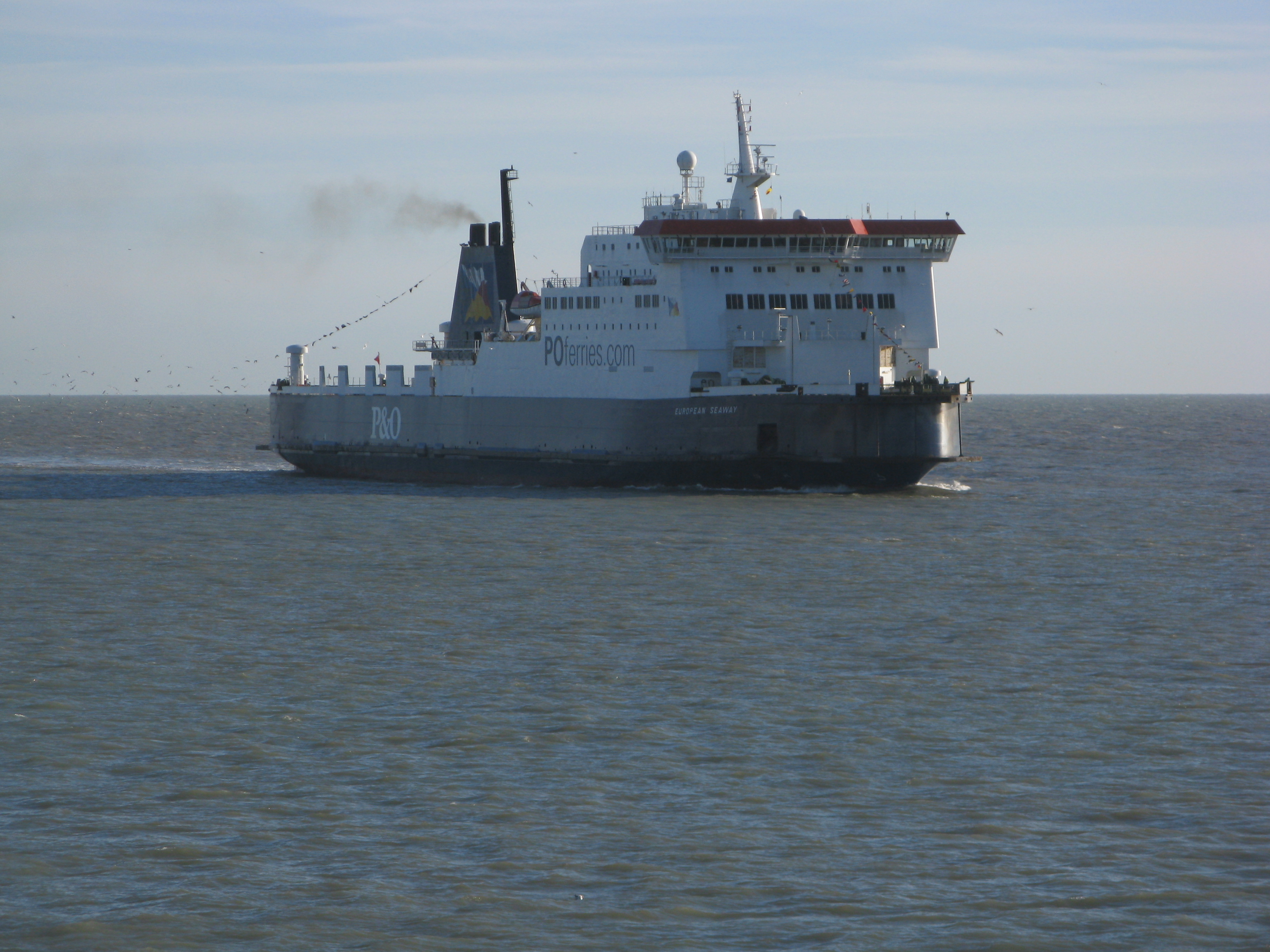

European Seaway est maintenant le seul à ne pas avoir été modifié à la suite de la conversion de l'European Pathway et European Highway, désormais respectivement MV Pride of Kent et MV Pride of Canterbury, en navires polyvalents pour l’itinéraire Douvres - Calais.